# Авксентьєв Юрій Анатолійович
Юрій Анатолійович Авксентьєв (нар. 10 лютого 1955) року — український політик, кандидат економічних наук (1999); заступник Керівника Секретаріату Кабінету Міністрів України з 04.2011 року.; голова Всеукраїнського громадського комітету «Назустріч ІІІ тисячоліттю».
Народився в місті Лозова, Харківська область.
Освіта: Одеський політехнічний інститут (1977); Вищі підприємницькі курси при Московському інституті народного господарства (1989).

## Кар'єра
- 1977–1979 рр — інженер-конструктор Центрального конструкторсько-технологічного бюро Міністерства медичної промисловості СРСР.
- 1979–1985 рр — перший секретар Білгород-Дністровського міського комітету ЛКСМУ Одеської області; секретар Одеського обласного комітету ЛКСМУ.
- 1985–1987 рр — головний інженер Одеського міського молочного заводу.
- 1987–1992 рр — директор-засновник Одеського центру науково-технічної творчості молоді (з 1991 — Одеський міжнародний центр розвитку малого підприємництва).
- 1992–1994 рр — перший заступник голови Одеського міського виконавчого комітету.
- 1994–1998 рр — перший віцепрезидент Союзу інноваційних підприємств країн СНД, місто Москва.
- З 1998 року — засновник і голова Всеукраїнської громадської організації "Український комітет «Назустріч III тисячоліттю».
- 06.-11.2001 рр — радник Прем'єр-міністра України[2].
- 11.2001-11.2002 рр — заступник керівника Служби Прем'єр-міністра України[3][4].
- 02.2004-03.2005 рр — Голова Державного комітету України з питань регуляторної політики та підприємництва, член колегії Держкомпідприємництва України (з 11.2003).
- 03.2010-04.2011 рр — заступник Міністра Кабінету Міністрів України[5][6].

Член Комісії з організації діяльності технологічних парків та інноваційних структур інших типів з 08.2001 року.
Депутат Одеської міської і обласної рад народних депутатів (1990—1998 роки); відповідальний секретар Комісії з організації діяльності технологічних парків та інноваційних структур інших типів (08.2001-03.2003 роки).
Перший віцепрезидент Грецько-української торгово-промислової палати (з 1997 року).
Співголова Асамблеї ділових кіл України (з 1998 року).
Був заступником голови ПППУ (03.2003-01.2005 роки); віцепрезидентом УСПП (01.2002-01.2005 роки).
Державний службовець 3-го рангу (06.2001), 1-го рангу (12.2004). Орден «За заслуги» III ступеня (10.1999).

## Джерело
- Довідка [Архівовано 17 квітня 2022 у Wayback Machine.]